# Croix du combattant
Pour les articles homonymes, voir Combattant (homonymie).
La croix du combattant est une décoration honorifique française créée en 1930 à l'intention des Poilus de la Première Guerre mondiale, modifiée par la suite pour être décernée aux anciens combattants de la Seconde Guerre mondiale et d'autres conflits impliquant l'armée française.

## Histoire
« Ils ont des droits sur nous. »

— phrase célèbre de Georges Clemenceau, qui exprime toute la philosophie de cette décoration.
|        |  |         |
| Avers. |  | Revers. |

Les Poilus de la Première Guerre mondiale ont voulu faire reconnaître par la nation un statut particulier à ceux qui avaient participé aux durs combats de 1914-1918. La loi du 19 décembre 1926 a créé la carte du combattant pour ceux de la Première Guerre mondiale mais également pour ceux de 1870-1871 et des guerres coloniales antérieures à la Première Guerre mondiale. La décoration ne fut créée que trois ans plus tard par la loi du 28 juin 1930.
Le projet retenu par le jury est l'œuvre de M. Doumenc, ancien combattant. Il a la forme d'une croix pattée aux branches reliées par une couronne de lauriers. Le médaillon central porte la mention République française avec une effigie de la République française coiffée d'un casque lauré. Au revers un glaive est surmonté de rayons avec la mention Croix du combattant. Le ruban de 37 mm de large, est bleu horizon avec sept raies verticales rouge garance de 1,5 mm. Le ruban reprend les couleurs des uniformes des Poilus.
Le 28 mars 1941, l'État français a créé une croix du combattant 1939-1940 spécifique : l'insigne était rigoureusement le même que celui de la Grande Guerre mais avec ajout les dates 1939-1940 au revers. Le ruban présentait le même fond bleu horizon mais avec 5 bandes verticales noires (2 de 4,5 mm sur les bords et 3 de 2 mm au centre). Il est à noter qu'il aurait existé une première version différente du ruban : bleu horizon avec 7 raies verticales noires régulières de 1,5 mm. Par ordonnance du 7 janvier 1944, le port de la croix du combattant 1939-1940 est interdit. 
Un décret du 29 janvier 1948 énonce que les dispositions de la loi de 1930 relatives à l'attribution de la carte de combattant et à la croix du combattant sont applicables aux participants de la guerre 1939-1945. La loi du 18 juillet 1952 étend le bénéfice de l'attribution de la croix du combattant aux guerres d'Indochine et de Corée.
La loi du 9 décembre 1974 a étendu l'attribution de la croix du combattant aux opérations d'Afrique du Nord entre le 1er janvier 1952 et le 2 juillet 1962. Un arrêté du 12 janvier 1994 a ouvert le droit à la carte de combattant (donc au port de la croix du combattant) à ceux qui ont participé aux opérations d'Afghanistan, du Cambodge, du Cameroun, du Golfe, du Liban, de Madagascar, de Suez, de Somalie, de la République centrafricaine, du Tchad, de Yougoslavie, du Zaïre.
Le 30 octobre 2014, l'Assemblée nationale a voté, dans le cadre du projet de loi de finances 2015, un texte élargissant l'attribution de la carte du combattant donnant droit au port de la croix du combattant.
Tous les personnels ayant participé à une opération extérieure de 120 jours, consécutifs ou non, peuvent se faire attribuer cette carte du combattant depuis le 1er octobre 2015. Cette durée de présence a été ramenée à 112 jours par décret du 20 décembre 2023.